# Майоров, Павел Алексеевич
Павел Алексеевич Майоров (11.03.1917 - ?) — участник Великой Отечественной войны, Герой Социалистического Труда, капитан турбоэлектрохода «Балтика» Балтийского морского пароходства Министерства морского флота СССР в Ленинграде.

## Биография
П.А. Майоров родился 11 марта 1917 года в деревне Просеково Марёвского района Новгородской области в крестьянской семье.
В 1931 году после окончания 7 классов школы он стал работать учеником печатника, а после этого - печатником в типографии Ленснабкомбината в Ленинграде. В 1937 году Майоров окончил Ленинградский речной техникум. Получив диплом штурмана, он был матросом 1-го класса на гидрографическом судне «Партизан».
В июле–октябре 1938 года он принимал участие в переходе из Ленинграда во Владивосток. Павел Алексеевич трудился и учился заочно в Ленинградском морском техникуме.
В мае 1939 года он получил диплом штурмана дальнего плавания, а затем участвовал в переходе на Север гидрографического судна «Гидролог». В октябре 1939 года Майоров был назначен 2-м помощником командира гидрографического судна «Норд» Балтийского флота, которое принимало участие в Советско-финляндской войне.
С марта 1941 года Майоров был старшим помощником капитана парохода «Волга» Выборгского пароходства Наркомата речного флота СССР. Во время Великой Отечественной войны суда доставляли грузы советским солдатам, воюющим на побережье Выборгского залива. В период осуществления боевого задания 3 июля 1941 года судно «Волга» затонуло после нанесённых ему повреждений, а Павла Алексеевича перевели на пароход «Тюлень», эвакуировавший солдат. В 1941-1942 годах, во время блокады Ленинграда, он трудился на суднах Гидрографического отдела БФ. В конце 1942 года он был 3-м помощником капитана парохода «ВТ-502» Балтийского государственного морского пароходства. В октябре 1942 года Майоров был в командировке в Дальневосточном государственном морском пароходстве, где трудился 3-м и 2-м помощником капитана парохода «Уэлен», перевозящего грузы в Тихоокеанском бассейне.
После войны он вернулся в Балтийское государственное морское пароходство и стал работать на пароходе «Ярославль», ходившем во Вьетнам. В 1946-1950 годах Павел Алексеевич работал старшим помощником капитана, а с августа 1950 по февраль 1951 года был капитаном судна «Маршал Говоров», где буксировал плавучий док на Дальний Восток. С февраля 1951 года он был капитаном парохода «Дмитрий Пожарский». На нём он совершил рейс в Арктику.
В 1952 году П.А. Майоров вступил в Коммунистическую партию Советского Союза. В 1955 году он окончил Академию морского флота, а также Ленинградский институт инженеров водного транспорта.
В 1956-1972 годах Павел Алексеевич был капитаном пассажирского турбоэлектрохода «Вячеслав Молотов» (позднее - "Балтика"), совершавшего рейсы на линии Ленинград – Лондон.
В декабре 1960 года турбоэлектроход доставил делегации Советского Союза (во главе с Н.С. Хрущёвым),Болгарии, Венгрии и Румынии в Нью-Йорк на XV сессию Генеральной ассамблеи ООН.
Указом Президиума Верховного Совета СССР от 9 августа 1963 года за успехи в деле развития морского транспорта, Павлу Алексеевичу было присвоено звание Героя Социалистического Труда, а также вручены орден Ленина и золотая медаль «Серп и Молот».
В 1960 и 1966 годах Майорову было присвоено звание «Лучший капитан Министерства морского флота». В 1972-1977 годах Майоров был капитаном-наставником Балтийского морского пароходства. В 1977 году Павел Алексеевич ушёл на пенсию.
Дата смерти П.А. Майорова не установлена.

## Награды
- Орден Ленина (09.08.1963)
- 2 медали "За трудовое отличие"(10.08.1945, 29.03.1952)[3]
- Орден Отечественной войны II степени (11.03.1985)[4]